# Graphium gelon
Graphium gelon är en fjärilsart som beskrevs av Jean Baptiste Boisduval 1859. Graphium gelon ingår i släktet Graphium och familjen riddarfjärilar. Inga underarter finns listade i Catalogue of Life.

## Bildgalleri

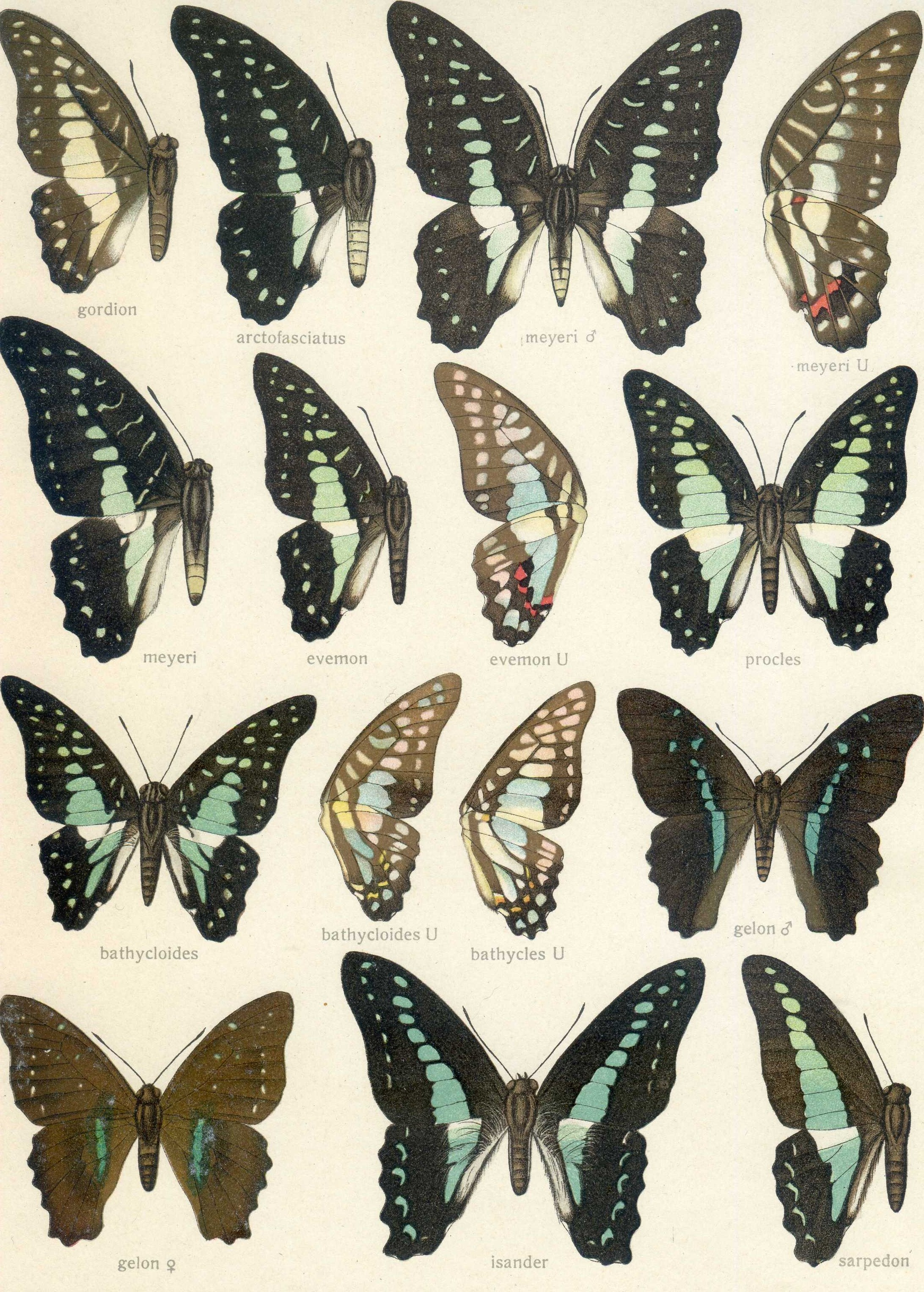